# Carlos Croes
Carlos Vicente Croes Prieto (Caracas, Venezuela, 22 de enero de 1939) es un periodista venezolano. Actualmente tiene dos programas de televisión que son transmitidos por la Cadena venezolana Televen, los cuales son: «Regiones» y «Diálogo con...».

## Biografía
Es altamente conocido por ser el conductor de los programas Regiones y Diálogo con..., este último desde 1989, ambos transmitidos por la televisora venezolana Televen, del cual es Vicepresidente de Información y Opinión. Además, es fundador y actual Vicepresidente de Redacción del semanario Quinto Día, fundado en 1996. Croes ha sido distinguido con numerosos reconocimientos nacionales e internacionales, como la Orden de Isabel la Católica, que le fue impuesto por el Rey Juan Carlos I de España. En dos ocasiones ha sido merecedor del Premio Nacional de Periodismo.